# 817 Annika
Annika (asteroide 817) é um asteroide da cintura principal com um diâmetro de 22,05 quilómetros, a 2,1249991 UA. Possui uma excentricidade de 0,1794193 e um período orbital de 1 522,13 dias (4,17 anos).
Annika tem uma velocidade orbital média de 18,50861966 km/s e uma inclinação de 11,34481º.
Este asteroide foi descoberto em 6 de Fevereiro de 1916 por Max Wolf.